# Camponotus wedda
Camponotus wedda är en myrart som beskrevs av Auguste-Henri Forel 1908. Camponotus wedda ingår i släktet hästmyror, och familjen myror. Inga underarter finns listade.